# Personer i Diskverdenen
Dette er en liste over personer oprettet af Terry Pratchett.

## A
- A'Tuin, den store stjernskildpadde af arten Chelys Galactica, som bærer Diskverden.

## B
- Berilia er en af de fire elefanter hvor bærer Diskverden.
- Brutha er en religiøs person der er blevet utvald af den store guden Om[1].

## C
- Cohen the Barbarian, barbarian som stjæler guld fra landsbyboere[2].

## J
- Jerakeen er en af de fire elefanter hvor bærer Diskverden.

## L
- Lord Hong er en agateansk lord der ønsker magt[2].
- Lord McSweeny er en agateansk lord[2].
- Lord Sung er en agateansk lord[2].
- Lord Tang er en agateansk lord[2].
- Lord Fang er en agateansk lord[2].

## T
- Tiffany Aching er en hekselærling[3].
- T'Phon er en af de fire elefanter hvor bærer Diskverden.
- Tubul er en af de fire elefanter hvor bærer Diskverden.